# Andre Iguodala
Andre Tyler Iguodala (Springfield, Illinois, 28. siječnja 1984.) američki je profesionalni košarkaš. Igra na poziciji niskog krila, a trenutačno je član NBA momčadi Golden State Warriors. Iguodala je osvojio NBA prvenstvo s Golden State Warriorsima 2015, kada je imenovan NBA najvrijednijim igračem finala.

## Rani život
Andre Iguodala je rođen kao dijete Linde Shanklin i Franka Iguodale u Springfiledu, u saveznoj državi Illinois. Njegov stariji brat Frank pohađao je sveučilište Dayton i trenutačno je slobodan igrač. Andre je kao klinac pogađao osnovnu školu "Benjamin Franklin Middle School" i košarkom se počeo baviti u 6. razredu. 

## Srednja škola
Iguodala je pohađao srednju školu "Lanphier High School"  u Springfieldu. Tijekom ljeta 2000. privukao je pažnju trenera iz cijele države, kada je na državnom turniru ACC izabran za najkorisnijeg igrača. Posebno se istaknuo u finalu kada je svojim šutom donio pobjedu svojoj momčadi i naslov prvaka. Na posljednjoj srednjoškolskoj godini u prosjeku je postizao 32.5 poena, 13.9 skokova i 8.2 asistencije. Od dnevnih novina Chicago Sun-Timesa izabran je za igrača desetljeća. 

## Sveučilište
Iguodala se na početku opredijelio za sveučilište Arkansas. Međutim, nakon što je njihov trener Nolan Richardson otpušten, Iguodala se premjestio na sveučilište Arizona. U sezoni 2002./03. izabran je u Pac-10 All-Freshmen momčad. Sezonu kasnije izabran je za najboljeg igrača Wildcatsa, predvodeći momčad u poenima, skokovima i asistencijama. Iste sezone zabilježio je tri triple-double učinka i time postavši tek drugim igračem (prvi je Jason Kidd) u povijesti Pac-10 konferencije koji su tijekom jedne sezone postigli dva ili više triple-double učinka. 

## NBA

### Rookie sezona
Iguodala je izabran kao deveti izbor NBA drafta 2004. od strane Philadelphia 76ersa. Jedan od ličnosti ESPN-a Dick Vitale komentirao je da su 76ersi pogriješili u svojem izboru jer su na draftu uzeli igrača koji iza linije za tricu šutira samo 27%. To je Iguodali dalo dovoljno motiva da se u svojoj rookie sezoni dokaže u pravom svjetlu. Svih 82 utakmice regularnog dijela sezone odigrao je u startnoj petorci i odveo 76erse do prvog kruga doigravanja. U prosjeku je postizao 9 poena, 5.7 skokova, 3 asistencije i 1.7 ukradenih lopti. Bio je jedini novak u sezoni koji je zabilježio triple-double učinak. Izabran je u All-Rookie prvu petorku i svojim dobrim igrama izborio je nastup na All-Star vikendu u momčadi novaka protiv sophomoresa. Na All-Staru se natjecao i na Slam Dunk natjecanju i završio drugi u poretku iza Natea Robinsona. 

### Sezona 2006./07.
Iguodala je nakon odlaska Iversona postao vođom momčadi i njihovim najboljim igračem. Sezonu je završio u brojkama od 18.2 poena, 5.7 skokova i 5.7 asistencija po utakmici. Sixersi su nakon odlaska Iversona napravili omjer 30-29 i zamalo ušli u doigravanje. Iguodala je ponovo sudjelovao na All-Star vikendu, ali ovaj put u momčadi sophomoresa i na kraju je osvojio nagradu za najkorisnijeg igrača utakmice.

### Sezona 2007./08.
Iguodala je u novu sezonu krenuo s mnogo kontroverza. Najprije je odbio ugovor 76ersa vrijedan 57 milijuna američkih dolara, a u sezonu krenuo s vrlo lošom formom. Kako je sezona odmicala igrao je sve bolje i 76ersi su ponovo bili u igri za doigravanje. Sezonu su završili s omjerom 40-42, pobijedivši u 22 od posljednjih 29 utakmica regularog dijela sezone. Time su 76ersi izborili mjesto u doigravanju. Iguodala je tijekom sezone bio na prosjeku od 19.9 poena, 5.4 skokova i 4.8 asistencija, ali su 76ersi u šest utakmica izgubili u prvom krugu doigravanja od Detroit Pistonsa. Na kraju sezone odlučio je potpisati šestogodišnji ugovor sa 76ersima vrijedan 80 milijuna dolara.

## NBA statistika

### Regularni dio
| Godina    | Klub         | Odig. uta. | Uta. poč. | Min. | 2P%  | 3P%  | Sl. bac.% | Skok. | Asist. | Ukr. lop. | Blok. | Poena |
| --------- | ------------ | ---------- | --------- | ---- | ---- | ---- | --------- | ----- | ------ | --------- | ----- | ----- |
| 2004./05. | Philadelphia | 82         | 82        | 32.8 | .493 | .331 | .743      | 5.7   | 3.0    | 1.7       | .6    | 9.0   |
| 2005./06. | Philadelphia | 82         | 82        | 37.6 | .500 | .354 | .754      | 5.9   | 3.1    | 1.6       | .3    | 12.3  |
| 2006./07. | Philadelphia | 76         | 76        | 40.3 | .447 | .310 | .820      | 5.7   | 5.7    | 2.0       | .4    | 18.2  |
| 2007./08. | Philadelphia | 82         | 82        | 39.5 | .456 | .329 | .721      | 5.4   | 4.8    | 2.1       | .6    | 19.9  |
| 2008./09. | Philadelphia | 82         | 82        | 39.9 | .473 | .307 | .724      | 5.7   | 5.3    | 1.6       | .4    | 18.8  |
| Ukupno    |              | 404        | 404       | 38.0 | .469 | .325 | .755      | 5.7   | 4.4    | 1.8       | .4    | 15.6  |

### Doigravanje
| Godina    | Klub         | Odig. uta. | Uta. poč. | Min. | 2P%  | 3P%  | Sl. bac.% | Skok. | Asist. | Ukr. lop. | Blok. | Poena |
| --------- | ------------ | ---------- | --------- | ---- | ---- | ---- | --------- | ----- | ------ | --------- | ----- | ----- |
| 2004./05. | Philadelphia | 5          | 5         | 38.4 | .465 | .333 | .500      | 4.6   | 3.0    | 2.8       | 1.0   | 9.8   |
| 2007./08. | Philadelphia | 6          | 6         | 39.0 | .333 | .143 | .721      | 4.8   | 5.0    | 2.2       | .2    | 13.2  |
| 2008./09. | Philadelphia | 6          | 6         | 44.8 | .449 | .393 | .652      | 6.3   | 6.7    | 1.8       | .0    | 21.5  |
| Ukupno    |              | 17         | 17        | 40.8 | .414 | .314 | .663      | 5.3   | 5.0    | 2.2       | .3    | 15.1  |

## Vanjske poveznice
- Službena stranica
- Profil na NBA.com
- Profil  Arhivirana inačica izvorne stranice od 27. svibnja 2017. (Wayback Machine) na Basketball-Reference.com